# NGC 4632
NGC 4632 est une galaxie spirale située dans la constellation de la Vierge. Sa vitesse par rapport au fond diffus cosmologique est de 2 061 ± 24 km/s, ce qui correspond à une distance de Hubble de 30,40 ± 2,16 Mpc (∼99,2 millions d'al). NGC 4632 a été découverte par l'astronome germano-britannique William Herschel en 1784.
La classe de luminosité de NGC 4632 est III et elle présente une large raie HI. Elle renferme également des régions d'hydrogène ionisé.
À ce jour, une quinzaine de mesures non basées sur le décalage vers le rouge (redshift) donnent une distance de 16,593 ± 3,606 Mpc (∼54,1 millions d'al), ce qui est nettement à l'extérieur des valeurs de la distance de Hubble, comme pour les deux autres galaxies du trio de NGC 4666. Cette galaxie est relativement rapprochée du Groupe local. On obtient souvent des distances assez différentes pour les galaxies rapprochées en se basant sur le décalage en raison du mouvement propre de ces galaxies dans le groupe où l'amas où elles sont situées. Cette valeur est peut-être plus près de la distance réelle de cette galaxie. Notons que c'est avec la valeur moyenne des mesures indépendantes, lorsqu'elles existent, que la base de données NASA/IPAC calcule le diamètre d'une galaxie.

## NGC 4632, une galaxie polaire à anneau
On a découvert récemment (2023) que les galaxies NGC 4632 ainsi que NGC 6156 sont entourées d'un disque d'hydrogène froid en orbite à 90 degrés autour de leur disque. Ce sont les toutes premières galaxies à anneau polaire découvertes grâce à des observations en onde radio. Ces observations ont été réalisées dans le cadre du relevé astronomique WALLABY.

## Supernova
La supernova SN 1946B a été découverte dans NGC 4632 le 1er mai par Edwin Hubble. Le type de cette supernova n'a pas été déterminé.

## Groupe de NGC 4666
Selon A.M. Garcia, NGC 4632 fait partie d'un trio de galaxies, le groupe de NGC 4666. L'autre galaxie du trio est NGC 4668.
Avec une moyenne de 28,9 ± 1,5 Mpc (∼94,3 millions d'al), les distances de Hubble des trois galaxies du trio sont nettement supérieures aux distances obtenues par des méthodes indépendantes du décalage dont la moyenne est égale à  16,9 ± 0,3 Mpc (∼55,1 millions d'al). Ce trio de galaxies s'éloigne donc de la Voie lactée à une vitesse supérieure à la vitesse produite par l'expansion de l'Univers. Aucune source consultée ne mentionne la cause de cela, cause qui provient habituellement de l'attraction gravitationnelle d'un amas de galaxies. Cependant ce trio ne semble pas appartenir à un amas, car cette appartenance n'est mentionnée par personne à ce jour.